# Louise Hellstrom
Louise Hellstrom, geb. Laurenna S. Shoemaker (* 25. Mai 1882 in Pedricktown, New Jersey; † 18. Mai 1961 in Kingston, New York) war eine US-amerikanische Künstlerin, Kunstmäzenin, Designerin und Sammlerin sowie eine prägende Persönlichkeit der Woodstock Art Colony.

## Leben
Louise Hellstrom wurde 1882 als Laurenna S. Shoemaker in Pedricktown, New Jersey, geboren. Ihr Vater Isaac Pedrick Shoemaker stammte aus einer Quäkerfamilie und ihre Mutter Mary Amelia Leaming Shoemaker war Nachfahrin der Mayflower-Pilger. Nach dem Besuch der Quäkerschule in Philadelphia studierte sie an der Pennsylvania School of Applied Art. Im Jahr 1903 schloss sie sich der Theatertruppe der Musical-Comedy-Show „San Toy“ an und tourte mit dieser durch die USA und Australien. Anschließend lebte sie ein Jahr in San Francisco, bevor sie nach New York zog. Um 1910 reiste sie mit der Opernsängerin Lydia Locke nach Paris, wo sie bei Paul Poiret und Jeanne Paquin Modedesign sowie bei Othon Friesz und Charles Guerin Malerei studierte. Unter dem stilistischen Einfluss Poirets entwarf sie Kleider für Hickson’s in New York und fiel dabei durch ihren außergewöhnlichen Geschmack auf.
1915 heiratete sie in Paris den schwedischen Schriftsteller und Journalisten Gustaf Hellström, mit dem sie einen kunstnahen Bekanntenkreis pflegte. Louise und Gustaf ließen sich 1926 scheiden, blieben aber in Kontakt. Louise zog später ins Künstlerdorf Woodstock im Bundesstaat New York, wo sie zu einer zentralen Figur im sozialen und künstlerischen Leben wurde. Sie war bekannt für ihren individuellen Stil und ihre exzentrische Erscheinung: grellrot gefärbte kurze Haare, grüne Augen und auffälliges Make-up. Ihr lautes, markantes Auftreten, ihr sarkastischer Witz und ihre schonungslose Ehrlichkeit machten sie zur Berühmtheit in der Bohème und zur Angstfigur der örtlichen High Society. Sie pflegte Freundschaften mit Künstlern und Künstlerinnen wie Man Ray, Marcel Duchamp, Augustus John, Peggy Bacon und Nita Naldi sowie mit kritischen Geistern, Intellektuellen und Schauspielern. Louise Hellstrom engagierte sich auch als Designerin, Kunstsammlerin, Mäzenin und Gastwirtin – sie betrieb unter anderem das „Louise’s French Restaurant“ in Woodstock. Ihre legendären Feste und ihre Offenherzigkeit wurden zum Symbol des wilden Woodstock-Spirits der 1920er- und 1930er-Jahre. In ihren späteren Jahren arbeitete sie zeitweilig als Köchin in New York und lebte schließlich wieder in Woodstock von ihrer Rente. Sie starb 1961 an Herzversagen und wurde im Shoemaker-Familiengrab in Pedricktown, New Jersey, beigesetzt.

## Werk
Von den eigenen malerischen Werken von Louise Hellstrom ist nichts erhalten, doch als Sammlerin, Förderin, Kuratorin und Kritikerin war sie von besonderer Bedeutung für die Kunstszene von Woodstock. Mit ihrer exzentrischen Persönlichkeit setzte sie sich für die Modernisierung der amerikanischen Kunstlandschaft ein und unterstützte zahlreiche aufstrebende Künstler. Louise Hellstroms künstlerische Aktivitäten spiegelten die spartenübergreifende Kreativität der Bohème wider: Sie entwarf Mode und Bühnenbilder, sammelte avantgardistische Kunst – darunter Werke von Marcel Duchamp und Albert Gleizes – und war als Kennerin und kritische Ratgeberin in Kunst- und Literaturfragen anerkannt. Zeitgenössische Darstellungen, Porträts und Karikaturen von Künstlern wie Peggy Bacon und Robert Winthrop Chanler sowie Fotografien von Carl Van Vechten dokumentieren ihr prägnantes Auftreten.
Ihre legendären Partys waren Treffpunkte der New Yorker Kulturelite und trugen zur überregionalen Vernetzung der Künstler aus Woodstock bei. Sie wurde selbst zur literarischen Figur, etwa in den Romanen „Parties: Scenes from Contemporary New York Life“ von Carl Van Vechten und „Going Somewhere“ von Max Ewing. Ihre Sprache und ihr Auftreten wurden in Gedichten und Essays beschrieben.